# Station Healing
Healing is een spoorwegstation van National Rail in Healing, North East Lincolnshire in Engeland. Het station is eigendom van Network Rail en wordt beheerd door Northern Rail. 